# Споразумение Цветкович-Мачек
Споразумението Цветкович-Мачек е договорка (съглашение) от 26 август 1939 година за създаване на автономна Хърватска бановина в състава на Кралство Югославия.
Сключено е от министър-председателя Драгиша Цветкович и лидера на Хърватската селска партия Владко Мачек, на чието име е кръстено споразумението. Преговорите по сключването му се проточват близо 6 месеца.
По силата на споразумението се учредава чрез всеобщо, равно и пряко тайно гласуване хърватски събор, а за първи бан на Хърватската бановина е назначен заместник-председателя на Хърватската селска партия Иван Шубашич, който е на двойно подчинение. Споразумението има палиативен характер.
В хода на операция Ауфмарш 25, от 10 април 1941 година е създадена Независима хърватска държава.